# Leçons de ténèbres (François Couperin)
Pour les articles homonymes, voir Leçons de ténèbres (homonymie).
Les leçons de ténèbres pour le Mercredi saint ont été écrites par François Couperin pour les liturgies de la semaine sainte de 1714 à l'abbaye de Longchamp. Elles reprennent le texte des lamentations de Jérémie, issu de l'Ancien Testament où le prophète déplore la destruction de Jérusalem par les Babyloniens. Dans la tradition catholique, elles symbolisent la solitude du Christ abandonné par ses apôtres.
D'autres compositeurs français comme Jean-Baptiste Gouffet, Michel Lambert, Joseph Michel, Charles-Henri de Blainville, Nicolas Bernier, Joseph Meunier d'Haudimont, Michel Corrette ont écrit leurs propres leçons de ténèbres, les plus connues étant celles de Marc-Antoine Charpentier (plus de 50 pièces), de Jean Gilles, de Michel-Richard Delalande. À l'étranger, on peut citer celles de Tomás Luis de Victoria en Espagne, de Thomas Tallis en Angleterre, et de Carlo Gesualdo en Italie, pour la période Renaissance.
Celles de François Couperin sont au nombre de trois, écrites pour des religieuses de l'abbaye royale de Longchamp, alors connues comme talentueuses musiciennes. Le compositeur en aurait composé, au moins partiellement, six autres : trois pour le Jeudi saint et trois pour le Vendredi saint. Ces six dernières n'ayant jamais été éditées, elle ne nous sont malheureusement jamais parvenues.
Concernant celles du Mercredi saint, les deux premières font appel à une voix seule, cependant que la troisième, écrite pour deux voix de dessus, est regardée par les musicologues comme l'un des sommets de l'art vocal de l'époque baroque. Dans cette dernière, les deux voix se mêlent en de somptueuses vocalises, appogiatures, ornements, et dissonances, tout en demeurant dans une atmosphère de recueillement.
Chaque verset en latin est précédé de la lettre hébraïque qui le commençait dans le texte hébreu (mélisme).

## Discographie
- Nadine Sautereau et Jeannine Collard, dirigées par Laurence Boulay (1954, Erato)
- Hugues Cuénod (1958 ; 1996, réédition Lys)
- Alfred Deller et le Deller Consort (1970, Harmonia mundi)
- René Jacobs et le Concerto Vocale (1983, Harmonia mundi)
- Jean Belliard et Hervé Lamy avec Ivète Piveteau (clavecin) et Philippe Foulon (viole de Gambe) (1985, Le Chant du Monde)
- Ann Monoyios et Monique Zanetti, dessus ; Anne-Marie Lasla, viole de gambe ; Pascal Monteilhet, théorbe ; Bernard Coudurier, orgue et direction (1988, BNL Productions)
- Gérard Lesne et l'ensemble Il Seminario Musicale (1993, Harmonic Records)
- Sandrine Piau et Véronique Gens, avec Christophe Rousset à l'orgue (1997, Decca)
- Sophie Daneman et Patricia Petibon, avec Les Arts Florissants, dirigés par William Christie (musicien) (1997, Erato)
- Catherine Greuillet et Isabelle Desrochers, avec Olivier Vernet à l'orgue (1999, Ligia)
- Robin Blaze (en) et Daniel Taylor, contre-ténors, avec Laurence Cummings à l'orgue et Jonathan Manson à la basse continue, Theatre of Early Music (2005, BIS).
- Vincent Dumestre et Le Poème Harmonique (2014, Alpha)
- Les Ombres, Leçons de ténèbres et motets (2018, Mirare)
- Ténèbres du premier jour, Répons de Marc-Antoine Charpentier, Miserere de Michel Lambert, Les Demoiselles de Saint Cyr, Emmanuel Mandrin. Ambronay
- Aline Zylberajch Clavecin « Les indispensables Diapason »